# Henrik Ibsen
Đã hết thời gian dành để chạy kịch bản.
Henrik Johan Ibsen (Đã hết thời gian dành để chạy kịch bản.;, Đã hết thời gian dành để chạy kịch bản.; 20 tháng 3 1828 - 23 tháng 5 1906) là một nhà soạn kịch người Na Uy, ông được coi là cha đẻ của kịch nói hiện đại và là nhà văn vĩ đại nhất của Na Uy. Ông được coi là "cha của kịch hiện thực" và là một trong những người sáng lập ra chủ nghĩa hiện đại ở trong kịch. Ibsen là nhà viết kịch có số lượng tác phẩm được biểu diễn nhiều, chỉ ít hơn William Shakespeare. Vở kịch Ngôi nhà của búp bê của ông trở thành vở kịch được biểu diễn nhiều nhất đầu thế kỷ XX. Ibsen là một trong những nhà soạn kịch có tầm ảnh hưởng nhất mọi thời đại và được xem như là biểu tượng của đất nước Na Uy.

## Cuộc đời và sự nghiệp

### Thời thơ ấu
Henrik Ibsen sinh ra tại thị trấn Skien, Na Uy, là con của Knud Ibsen và Marichen Altenburg, những thương gia khá giả của vùng. Ông là hậu duệ của một trong những gia đình lâu đời và đặc biệt nhất ở Na Uy. Sau khi ông sinh ra, do hoàn cảnh tài chính của gia đình xuống dốc. Mẹ ông thì tìm đến tôn giáo trong khi cha ông trải qua những cuộc khủng hoảng nặng nề. Các nhân vật trong kịch của Ibsen thường phản ánh cha mẹ ông, và nội dung các vở kịch của ông cũng thường đề cập đến các vấn đề về khó khăn tài chính hay những cuộc đấu tranh nội tâm xuất phát từ những bí mất riêng tư bị giấu khỏi xã hội. Không ngạc nhiên khi trong các bức ảnh của Ibsen chỉ có duy nhất một bức ảnh ông nở nụ cười.

### Cuộc sống tự lập
Ibsen rời gia đình ở tuổi 15. Ông chuyển tới thị trấn nhỏ Grimstad để trở thành một dược sĩ học nghề và bắt đầu viết các vở kịch. Năm 1846, ông nhận nuôi một đứa trẻ. Dù vẫn gửi tiền trợ cấp cho đứa bé trong 14 năm nhưng Ibsen không bao giờ gặp người con nuôi này của ông, sau đó thì người này đã trở thành một thợ rèn nghèo. Ibsen tới Christiania (Oslo) với ý định theo học một trường đại học. Tuy vậy thì sau đó ông từ bỏ ý định này (do không qua được kỳ thi xét tuyển của trường) và quyết định theo đuổi nghề viết lách. Vở kịch đầu tiên của ông, vở bi kịch Catilina (1850), được xuất bản với cái tên Brynjolf Bjarme, khi Ibsen mới 22 tuổi, nhưng lại không được trình chiếu. Vở kịch đầu tiên của ông được lên sân khấu là The Burial Mound (1850), vở này dành một chút chú ý từ công luận. Dù Ibsen vẫn quyết tâm trở thành một nhà soạn kịch, nhưng sau vở The Burial Mound thì một quãng vài năm sau đó ông không cho ra đời thêm tác phẩm nào.
Một vài năm sau đó ông làm việc tại Nhà hát Na Uy ở Bergen, tại đây ông tham gia sản xuất 145 vở kịch với tư cách là biên kịch, giám đốc, nhà sản xuất. Ibsen trở lại Christiania năm 1858 làm giám đốc nghệ thuật cho Nhà hát quốc gia Christiania. Ông kết hôn với Suzannah Thoresen cùng năm đó và có một người con là Sigurd. Hoàn cảnh tài chính khó khăn đã khiến Ibsen nản lòng với cuộc sống ở Na Uy và tới năm 1864 thì ông rời Christiania để tới Sorrento, Ý và chỉ trở lại quê hương 27 năm sau đó. Ở Ý, Ibsen đã cho ra đời các tác phẩm Brand (1866) và Peer Gynt (1867), hai thi kịch nổi tiếng của ông.

### Qua đời
Vào ngày 22 tháng 5 năm 1906, cô y tá riêng của ông quả quyết với một vị khách đến thăm là tình hình sức khỏe của nhà văn ít tiến triển. Ibsen lắp bắp những từ cuối cùng: "Tvertimod!" (Thật là trái ngược). Ibsen qua đời vào ngày hôm sau, lúc 2 giờ 30 phút chiều tại ngôi nhà riêng ở Oslo sau một loạt cơn đột quỵ. Ông được chôn cất tại Vår Frelsers gravlund ở trung tâm Oslo.

## Phong cách sáng tác
Nhìn chung, các tác phẩm của Ibsen thường mang tính bị kịch, phản ánh các mặt trái của xã hội. Các tác phẩm của ông có thể chia làm hai loại là: Bi kịch sử và bi kịch xã hội, ngoài ra ông cũng cho ra đời một tác phẩm thi hợp năm 1871. Trong giai đoạn này Ibsen cũng sáng tác các tác phẩm nặng tính triết lý và canh tân xã hội như A Doll's House, An Enemy of the People hay The Wild Duck thường với các chủ đề về nền tảng nhân quyền và bình đẳng xã hội.

## Kỷ niệm
Vào năm 2006, kỷ niệm 100 trăm năm ngày qua đời của Ibsen, người ta đã chọn năm ấy là "năm Ibsen". Vào lúc ấy, Công ty Xây dựng nhà ở Selvaag mở Công viên Điêu khắc Peer Gynt ở Oslo, diễn tả lại những cảnh có trong vở kịch Peer Gynt nổi tiếng của Ibsen. Vào đúng ngày 23 tháng 5 của năm 2006, tức là đúng 100 ngày mất của ông, Bảo tàng Ibsen ở Oslo mở lại ngôi nhà mà nhà văn vĩ đại dành nốt 7 năm cuối đời của mình ở đây cho khách du lịch đến thăm.

## Phỏng tác
Vở kịch phỏng theo Peer Gynt của Will Eno có tên là Gnit có lần công diễn tại Lễ hội Humana về kịch Mỹ mới lần thứ 37 vào tháng 3 năm 2013.

## Danh sách các tác phẩm
| - 1850 Catiline (Catilina) - 1850 The Burial Mound (Kjæmpehøjen) - 1851 Norma (Norma) - 1852 St. John's Eve (Sancthansnatten) - 1854 Lady Inger of Oestraat (Fru Inger til Østeraad) - 1855 The Feast at Solhaug (Gildet paa Solhoug) - 1856 Olaf Liljekrans (Olaf Liljekrans) - 1857 The Vikings at Helgeland (Hærmændene paa Helgeland) - 1862 Love's Comedy (Kjærlighedens Komedie) - 1863 The Pretenders (Kongs-Emnerne) - 1865 Brand (Brand) - 1867 Peer Gynt (Peer Gynt) - 1869 The League of Youth (De unges Forbund) | - 1873 Emperor and Galilean (Kejser og Galilæer) - 1877 Pillars of Society (Samfundets Støtter) - 1879 Nhà Búp Bê (Et Dukkehjem) - 1881 Ghosts (Gengangere) - 1882 An Enemy of the People (En Folkefiende) - 1884 The Wild Duck (Vildanden) - 1886 Rosmersholm (Rosmersholm) - 1888 The Lady from the Sea (Fruen fra Havet) - 1890 Hedda Gabler (Hedda Gabler) - 1892 The Master Builder (Bygmester Solness) - 1894 Little Eyolf (Lille Eyolf) - 1896 John Gabriel Borkman (John Gabriel Borkman) - 1899 When We Dead Awaken (Når vi døde vaagner) |

Đã hết thời gian dành để chạy kịch bản.